# Escola superior de comércio de Rennes
Escola superior de comércio de Rennes (Rennes School of Business) é uma grande école francesa de gestão, fundada em 1990.
A escola está situada no bairro Beauregard na cidade de Rennes, frente à Câmara de comércio e indústria de Rennes, na Bretanha. A Escola superior de comércio de Rennes tem o estado de associação dada pela Lei 1901.
Em Dezembro de 2014, tornou-se na 11° escola francesa a obter a tripla acreditação EQUIS, AACSB y AMBA.

## História
O Grupo ESC Rennes foi criado como instituição de ensino superior em 1990. É membro da Conférence des Grandes Écoles desde 1998. Escola superior de comércio de Rennes ampliou-se com a abertura do Campus 2 em 2010 e do Campus 3 em 2014. Em 2013, a Escola Superior de Logística Industrial (ESLI) reúne-se ao Groupo ESC Rennes e os seus Cursos de logística fazem parte da escola.
A Escola superior de comércio de Rennes trabalha em colaboração com empresas e dispõe hoje dum Centro de carreiras e de três centros de pesquisa: o CER (Centro para a empresa responsável, o C-TIM (Centro de Tecnologia e de gestão da inovação), o R-SCOM (Gestão de operações e cadeia de abastecimento).
A escola é reconhecida pela sua internacionalização: 95% dos professores e 55% dos estudantes são internacionais. 33 % dos graduados trabalham no estrangeiro e a maioria dos cursos da escola são em inglês.

## Organização

### Ranking
ESC Rennes foi a 23° classificadano ranking 2014 do Financial Times dos melhores Mestrados em Gestão.
A escola foi 10° com SKEMA Business School e Kedge Business School no ranking l’Étudiant em novembro 2015. No Palmarès des Grandes Écoles de comércio de l’Étudiant 2016, foi 1° na categoria "Abertura internacional".

### Acreditações
Escola superior de comércio de Rennes é membro da Conferencia das Grandes Escolas. Foi acreditada pelo AACSB em 2012 e pelo AMBA em 2013. Em Dezembro 2014, tornou-se na 11° escola francesa com a triple acreditação EQUIS, AACSB et AMBA.

## Programas
O Programa Grande École (PGE) divide-se em dos períodos: os três primeiros semestres estão dedicados à aquisição dos fundamentos da Gestão, enquanto os três últimos semestres estão dedicados à especialização. 
- International Bachelor Programme in Management  (IBPM),
- Bachelor ESLI Supply Chain Management & Logistique
- Master of Arts in International Business (MAIB)
- 14 programas de Masters of Science (MSc) :

MSc in International Accounting, Management Control & Auditing ; MSc in International Finance ; MSc in International Marketing ; MSc in International Luxury & Brand Management ; MSc in Digital Marketing & Communication ; MSc in Supply Chain Management ; MSc in Global Business Management ; MSc in International Business Negotiation ; MSc in International Human Resource Management ; MSc in Sports, Leisure & Tourism Management ; MSc in Sustainable Management & Eco-innovation ; MSc in Innovation & Entrepreneurship ; MSc in Creative Project Management, Culture & Design ; MSc in International Management.
- PhD (em colaboração com University College Dublin e University of Amsterdam (dual-degree PhD)
- D.B.A. (em colaboração com a Fundação Getúlio Vargas - FGV)
- Programas de formação continua: un Executive MBA, um certificado « Responsable logistique », formações cortas …

## Vida estudiantil

### Número de estudantes
| 2001 | 2007 | 2010 | 2011 | 2014 | 2015 | 2020 |
| ---- | ---- | ---- | ---- | ---- | ---- | ---- |
| 800  | 1200 | 2341 | 2802 | 3851 | 4048 | 5000 |

### As associações
Há 25 associações GRP (Global/Responsible/Pioneer) de estudantes.